# Allobates peruvianus
Allobates peruvianus (Melin, 1941) è un anfibio anuro appartenente alla famiglia degli Aromobatidi.

## Etimologia
L'epiteto specifico si riferisce al luogo della scoperta, il Perù.

## Distribuzione e habitat
È endemica del Perù. Essa si trova tra i 400 e i 1500 m di altitudine. È probabile la sua presenza in Ecuador e Bolivia.